# Casper möter Wendy
Casper möter Wendy är en amerikansk film från 1998. Filmen är den tredje i serien om Casper.

## Handling
Casper möter en häxa som heter Wendy.

## Rollista
- Cathy Moriarty - Gert
- Shelley Duvall - Gabby
- Teri Garr - Fanny
- George Hamilton - Desmond Spellman
- Hilary Duff - Wendy